# غشوة عربية
غشوة عربية (الاسم العلمي:Ceropegia arabica) هو نوع من النباتات يتبع جنس الغشوة من الفصيلة الدفلية.
ينتشر في جنوب غرب شبه الجزيرة العربية وإثيوبيا وكينيا.